# Dan crvenih haljina
Dan crvenih haljina javnozdravstvena je akcija koja se održava prvog petka u veljači, a pokrenuta je kako bi se podigla svijest javnosti o specifičnostima moždanog udara u žena, skretanje pažnje na pogubne posljedice zanemarivanja simptoma i na nužnu potrebu promjene načina života.
Simbol kampanje je crvena haljina – haljina kao univerzalna slika žene i crvena kao boja zdravlja, života i živosti, ali i upozorenja.
Javnozdravstvena akcija „Dan crvenih haljina” pokrenuta je u SAD-u 2002. godine, a već se godinama održava i u Hrvatskoj. Moždani udar u žena nedovoljno je prepoznat, nedovoljno istražen i nedovoljno liječen. U Hrvatskoj je 2021. godine od moždanog udara umrlo 5018 osoba, među kojima je bilo 60 posto žena.
Moždani udar je naglo nastalo neurološko oštećenje uzrokovano poremećajem cirkulacije u mozgu, koje se događa zbog iznenadnog djelomičnog ili potpunog prekida protoka krvi u mozgu ili zbog krvarenja. Simptomi su različiti, ali često uključuju glavobolju, vrtoglavicu i povraćanje. Moždani udar češće dobivaju oni koji su pretili, koji imaju povišeni krvni tlak, dijabetes i oni koji puše.